# K31 karabély
A Karabiner Model 1931 vagy csak K31 egy húzózáras ismétlőkarabély. A svájci fegyveres erők rendszeresített lőfegyvere volt 1931 és 1958 között, bár néhány darabot még 1970-ben is használtak. Egy hat darab 7,5×55mm Swiss kaliberű lőszer (a 7,62×51 mm NATO vagy .308 Winchester kaliberű lőszer hasonló ballisztikai tulajdonságait hordozó kaliber) befogadására alkalmas kivehető tárral rendelkezik, de újratöltésekor egy töltőléc használatos.
A K31 a K11 karabélyt és puskát váltotta le, a K31-et fokozatosan 1958-tól pedig a SIG SG 510 váltotta.
Bár a K31 nagyjából az előző svájci Schmidt–Rubin szolgálati fegyvereken és karabélyokon alapul, magát a lőfegyvert nem Rudolf Schmidt ezredes (1832-1898) tervezte, hiszen 1931-ben már nem volt életben. Eduard Rubin gépészmérnök (1846-1920) tervezte a K31-hez és elődeihez használt 7,5×55mm Swiss lőszert. Ez a lőfegyver a berni (Svájc) Eidgenössische Waffenfabrik egy akkor újnak számító kivitelezése volt. Az első 200 darab K31-es 1931 májusában készült katonai kísérletekre, innen kapta a modell a nevében szereplő számot.

## Kivitelezési részletek

### Tulajdonságok
Összehasonlítva a K11-essel, a závárzatot jelentősen rövidebbre tervezték, ezáltal biztosítva egy puskahossznak megfelelő csövet és látómezőt, a K11 méreteinek átlépése nélkül, a hátsó irányzékot hátrébb helyezve, és a gyújtószeg lőszerre való rácsapási idejének az elsütőbillentyű meghúzása után felére csökkentésével. A K31-es egy ún. "free-floating", 4-es huzagolt csővel rendelkezik. A mechanizmust két csavar rögzíti az fegyveragyhoz, egyik a markolattűnél, a másik a töltényűrnél. Ez lehetővé tette az alumínium csőfoglalat elhanyagolását, amit a korábbi Schmidt-Rubin fegyvereknél alkalmaztak. Az elsütőbillentyűt úgyszintén áttervezték.
A K31-esek kitűnő pontosságukról híresek. A svájci erők az egyéni lövészetnek tulajdonították a legnagyobb fontosságot. Ezáltal a karabély szűk gépipari tűrésekkel és kiváló szaktudással készült. A lőfegyver svájci kézikönyve szerint a várható pontosság 300 méteren 4 cm (R50) a vízszintes tengelyen, a függőleges tengelyen pedig 6 cm (R50), biztos pozícióból és az általános 7,5×55mm Swiss lőszert használva. Ugyanilyen körülmények között a várható pontosság 1000 méteren 21 cm a horizontális, és 43 cm a vertikális tengelyen. Az R50 azt jelenti, hogy a lövések 50%-a az előbb említett átmérőjű körökben fog találni.

### Fordítás
Ez a szócikk részben vagy egészben  a   K31 című angol Wikipédia-szócikk fordításán alapul.  Az eredeti cikk szerkesztőit annak laptörténete sorolja fel. Ez a jelzés csupán a megfogalmazás eredetét és a szerzői jogokat jelzi, nem szolgál a cikkben szereplő információk forrásmegjelöléseként.